# Македонистика (списание)
„Македонистика“ (на македонска литературна норма: Македонистика) е научно списание за проблемите на така наречения македонски език, издавано от Института за македонски език „Кръсте Мисирков“ при университета в Скопие, Северна Македония.

## История
Списанието излиза периодично от 1977 година. В него се публикуват по-обемни трудове от областта, свързана с така наречения македонски език: история, диалектология, ономастика, съвременно състояние.